# Herbert Pönicke
Martin Herbert Pönicke (* 23. November 1904 in Dresden; † 1975) war ein deutscher Landes-, Wirtschafts- und Sozialhistoriker.

## Leben
Herbert Pönicke besuchte das Annenrealgymnasium in seiner Geburtsstadt Dresden. Ab 1924 studierte er Geschichte, Geographie und Philosophie an der Universität Leipzig. Dort promovierte er am 14. Mai 1927 zum Dr. phil. Seine Dissertation behandelt die Geschichte der Tuchmacherei und verwandter Gewerbe in Reichenbach im Vogtland.
Von 1928 bis 1945 arbeitete Pönicke im sächsischen höheren Schuldienst, unter anderem am Kreuzgymnasium in Dresden. Nach Gefangenschaft und Flucht in die Bundesrepublik unterrichtete er ab 1949 am Charlotte-Paulsen-Gymnasium in Hamburg-Wandsbek. Zuletzt wurde er zum Oberstudiendirektor befördert. 1966 ging er in Pension und lebte danach weiterhin in Hamburg.
Als Wissenschaftler beschäftigte sich Pönicke mit der Wirtschafts-, Kultur- und Technikgeschichte insbesondere des mitteldeutschen Raumes sowie dessen Beziehungen zum Nordosten Europas. Er war Autor und Herausgeber von acht Büchern und rund 175 Artikeln, die hauptsächlich Themen der sächsischen Wirtschafts- und Technikgeschichte behandeln.
1955 gehörte Pönicke zu den Gründern des Vereins Mitteldeutscher Kulturrat, an dessen Buchreihen Die Mitte und Sächsische Gymnasien er mitwirkte. 1957 begründete er mit Paul Johansen die bis 1970 erschienene Fachzeitschrift Hamburger mittel- und ostdeutsche Forschungen, deren ständiger Redakteur er war. Darüber hinaus trug er als Mitarbeiter im Bereich mitteldeutsche Wirtschaftsführer zur Neuen Deutschen Biographie bei.
1961, 1965 und 1966 war Pönicke als Forschungsbeauftragter der Deutschen Forschungsgemeinschaft in Schweden und Finnland tätig. Aus diesen Forschungen resultierten zwei Studien über die Wanderung sächsisch-thüringischer Handwerker und Literaten in die baltischen Provinzen bzw. ins Baltikum (1964/1967) sowie eine Biografie über Ernst Glück (1970).
Pönicke starb 1975. Sein wissenschaftlicher Nachlass, bestehend aus einer heimatgeschichtlichen Stoffsammlung und einer Aufsatzsammlung, befindet sich im Sächsischen Staatsarchiv –  Hauptstaatsarchiv Dresden.

## Werke (Auswahl)
- Quellen zur Geschichte des 19. Jahrhunderts, Die sozialen Theorien im 19. Jahrhundert in Deutschland (Schöninghs geschichtliche Reihe). Schöningh, Paderborn 1978 (EA Paderborn 1955).
- Durch die Wollgewerbezünfte des unteren Vogtlandes (Geschichtliche Wanderfahrten; 15). Heinrich, Dresden 1931.
- Die Messe und die Zünfte der Stadt Leipzig (Geschichtliche Wanderfahrten; 19). Heinrich, Dresden 1931.
- Johann Andreas Schubert. Der Industriegründer Sachsens, sein Leben und Werk, eine Erzählung. Appel, Hamburg 1968.
- Studien zur Wanderung sächsisch-thüringischer Handwerker in die baltischen Provinzen im 18. und 19. Jahrhundert. Appel, Hamburg 1964.
- Die Hedschas- und Bagdadbahn, erbaut von Heinrich August Meissner-Pascha (Beiträge zur Technikgeschichte). VDI-Verlag, Düsseldorf 1958.
- August der Starke. Ein Fürst des Barock (Persönlichkeit und Geschichte; 71). Musterschmidt, Göttingen 1972, ISBN 3-7881-0071-0.